# Качур Іван Іванович
Іва́н Іва́нович Ка́чур (11 вересня 1982 — 16 серпня 2014) — старший сержант Збройних сил України, учасник російсько-української війни.

## Життєпис
Народився 1982 року в місті Умань (Черкаська область). Закінчив уманську ЗОШ № 5.
У часі війни — доброволець; навідник, 24-й батальйон територіальної оборони «Айдар». У зоні бойових дій з 8 серпня 2014-го.
Перед «Айдаром» поставили завдання перекрити шлях терористам до Луганська, аби не здійснювалося постачання зброї та іншої техніки. У першому ж бою, 13 серпня, Іван з побратимом Віталієм підбив танк терористів.
Загинув 16 серпня 2014 р. під час виконання бойового завдання (в інших джерелах вказується 14 серпня) під Хрящуватим — у Івана поцілив уламок бомби. На український підрозділ наступало 8 танків терористів, 2 з них підбили, решта відійшли в сторону. Командир батальйону та заступник були поранені. Володимир Зюзь при відході основної групи лишився прикривати. Тоді ж загинули Олександр Колотвін, Дмитро Дібрівний, старший лейтенант Пилип Слободенюк.
Похований в місті Умань 19 серпня 2014 року, кладовище «Софіївська слобідка».
Без сина лишилась мама Любов Качур.

## Нагороди та вшанування
За особисту мужність і героїзм, виявлені у захисті державного суверенітету та територіальної цілісності України, вірність військовій присязі під час російсько-української війни, відзначений — нагороджений
- орденом «За мужність» III ступеня (посмертно)
- нагрудним знаком «За оборону Луганського аеропорту» (посмертно)
- 1 вересня 2014-го в загальноосвітній школі № 5 відкрито меморіальну дошку пам'яті випускника школи Качура Івана
- Його портрет розміщений на меморіалі «Стіна пам'яті полеглих за Україну» у Києві: секція 2, ряд 7, місце 40.
- Вшановується 16 серпня на щоденному ранковому церемоніалі вшанування українських захисників, які загинули цього дня у різні роки внаслідок російської збройної агресії[2]
- почесний громадянин Умані (рішення 74 сесії Уманської міської ради від 17 вересня 2015 року № 4.10-74/6)
- 16 серпня 2016 року в Умані на фасаді будинку № 20 по вул. Пролетарській, де проживав Іван, йому відкрито меморіальну дошку[3]
- рішенням Уманської міської ради від 23 вересня 2016 року названо вулицю мікрорайону «Східний» в честь Івана Качура[4]